# 记录管理
记录管理是信息管理中的一個領域，是指组织、企業、個人等识别、辨認、分类、存储、保护、检索、跟踪和销毁或永久保存記錄、信息、文獻的過程。 